# Spilopteron tosaense
Spilopteron tosaense är en stekelart som först beskrevs av Tohru Uchida 1934.  Spilopteron tosaense ingår i släktet Spilopteron och familjen brokparasitsteklar. Inga underarter finns listade i Catalogue of Life.